# 1988年ソウルオリンピックのギリシャ選手団
1988年ソウルオリンピックのギリシャ選手団（1988ねんソウルオリンピックのギリシャせんしゅだん）は、1988年9月17日から10月2日にかけて韓国のソウルで開催された1988年ソウルオリンピックのギリシャ選手団、およびその競技結果。

## 概要
今大会は銅メダル1個を獲得した。

## メダル
| メダル | 選手名                   | 競技       | 種目                     |
| ------ | ------------------------ | ---------- | ------------------------ |
| 銅     | ハラランボス・ホリディス | レスリング | 男子グレコローマン57kg級 |